# Sheshnarayan
Sheshnarayan (nep. शेषनारायण) – gaun wikas samiti w środkowej części Nepalu w strefie Bagmati w dystrykcie Katmandu. Według nepalskiego spisu powszechnego z 2001 roku liczył on 684 gospodarstw domowych i 3428 mieszkańców (1672 kobiet i 1756 mężczyzn).